# Стрельников, Дмитрий Александрович
Дмитрий Александрович Стрельников-Ананьин Семиреченский (родился в 1969 году в Семиречье) — природный казак (из Сибирских и Семиреченских казаков), русский и польский писатель-романист и документалист, биолог и журналист сотрудничающий с TVP2 (Второй канал Польского государственного телевидения) и Третьей программой Польского государственного радио. Выпускник Борковской средней школы. Лауреат Биологической олимпиады Московского государственного университета им. М. В. Ломоносова (в 1983 и 1984 годах). Выпускник Заочной математической школы МГУ (биологическое отделение). Окончил биологический факультет Варшавского университета. Магистр биологических наук, зоолог широкого профиля, фотограф природы, график анималист, автор около двухсот научно-популярных публикаций. Проживает в России и Польше. Двуязычный писатель — в своём творчестве пользуется русским и польским языками (русский — родной, польский — приобретённый). Корреспондент нескольких журналов в Москве и Варшаве.

## Краткая биография
Гражданин СССР и — вследствие фрагментации Отечества на ряд отдельных государств — Российской Федерации.
Родился в семье учёных-зоологов 15 февраля 1969 года, в Семиречье, в городе Верном (Алма-Ата, СССР), в Больше-Алматинской станице — историческом центре города возле Вернинской крепости, на улице Казачьей, в доме своей бабушки: казачки Юлии Львовны Ананьиной. Ранее этот классический семиреченский казачий дом принадлежал тётке Юлии — Клавдии Александровне Ананьиной и её мужу: есаулу № 1 Семиреченского казачьего полка Александру Александровичу Алгазину, делопроизводителю Войскового правления Семиреченского казачьего войска.
В период с 1969 по 1976 гг. проживал с родителями и братом в Верном и Балхаше.
В 1976 году переехал с семьёй на Ярославщину: в научный посёлок Борок — бывшее имение князей Голицыных и графов Мусиных-Пушкиных, в котором, в своё время, был основан Институт биологии внутренних вод Академии Наук СССР.
В Борке закончил десятилетку. Позднее учился в ТСХА им. К. А. Тимирязева, два года служил в Советской Армии, продолжил обучение в МГУ им. М. В. Ломоносова, ЯрГУ им. П. Г. Демидова и Варшавском Университете.
Начиная с 1991 года проживает в России и Польше.
В 1996 году окончил биологический факультет Варшавского университета. В период с 1997 по 1999 гг. работал в Международном Экологическом Центре Польской Академии Наук под руководством профессор Софии Фишер.
В разные периоды жизни организовывал и принимал участие во многих биологических экспедициях, как частных, так и академических (кроме прочих — на судах ИБВВ АН СССР по Рыбинскому водохранилищу, Волге и Каме; на Соловецкие острова — в составе экспедиции ЛЭМБ под началом Евгения Нинбурга; на побережье и в горы Крыма и Кавказа; в Семиречье (в горы, степи и пустыни); на Байкал; в Приморский край (в уссурийскую тайгу и на Японское море); в Карпаты и Судеты).
Начиная с первых лет XXI века занимается почти исключительно литературной, журналистской и публицистической деятельности.

## Публицистика, журналистика и иные публикации
Публиковал в:
2011—2014 гг. — ежемесячный мужской журнал «Playboy», Marquard Media Polska (Варшава).
2009—2012 гг. — еженедельный общественно-политическией журнал «Polityka» («Политика», Варшава), а также его психологические издания: «Ja.My.Oni.» («Я.Мы. Они.») и «Sztuka życia» («Мастерство жизни»).
2008—2012 гг. — ежемесячный географический журнал «National Geographic Traveler» и другие издания G+J, National Geographic Society Poland (Варшава).
2004—2006 гг. — ежемесячный литературный журнал «Poezja dzisiaj» («Поэзия сегодня», издательство IBIS, Варшава).
2005 г. — еженедельная городская варшавская газета «Warszawiak».
2004—2005 гг. — иллюстрирование издания «Atlas zwierząt» («Атлас животных», издательство Polskie Media Amer.Com SA & Oxford Educational Encyclopedia Ltd UK).
2004 г. — литературно-художественный и общественно-политический ежемесячный журнал «Знамя» (Москва).
2001—2004 гг. — ежемесячный национальный охотничий журнал «Охота» (Москва).
2003 г. — ежемесячный женский журнал «Pani» («Дама», издательство Bauer, Варшава).
2003 г. — ежемесячный охотничий журнал «Łowiec polski» («Польский ловчий»), журнал основан в 1899 году в русской Варшаве.
2002—2003 гг. — рыболовный ежемесячный журнал «Wędkarski świat» («Мир рыбалки», Варшава).
2002—2003 гг. — двухмесячник «Psy myśliwskie» («Охотничьи собаки», журнал для любителей собак, охоты и сокольничества, Косьцян).
1997—2002 гг. — ежемесячный научно-популярный журнал «Wiedza i życie» («Знание и жизнь», Варшава).
1997—2002 гг. — еженедельная молодёжная газета «Reakcja» («Реакция», издательство Polski Instytut Wspierania Mediów, Варшава).
2002 г. — ежедневная газета «Trybuna» («Трибуна», Варшава).
2000—2002 гг. — квартальник «Notatki entomologiczne» («Энтомологические записки», Ольштын).
2001 г. — ежемесячный журнал «Любимец» — животные в мире людей (издательство Черси-издат, Москва).
1999—2000 гг. — энциклопедия «WIEM!» («Знаю!» — физика, биология, зоология, математика; издательство Edipresse Polska, Варшава).
1999 г. — ежемесячная польская англоязычная газета «The Warsaw Voice» (Варшава).
1999 г. — иллюстрирование книги «Encyklopedia szkolna. Biologia.» («Школьная энциклопедия. Биология.», 1309 стр., издательство WSiP, Варшава).
1998 г. — иллюстрирование книги зоолога, профессора Томаша Уминьского «Życie naszej Ziemi» («Жизнь нашей Земли», 304 стр., издательство WSiP, Варшава).
1996—1998 гг. — ежемесячный географический журнал «Poznaj Świat» («Познай Мир», Варшава).
1995 г. — журнал «Аквариумист» (Москва).
1994 г. — «AQUA-TERR» (журнал Варшавского зоопарка).
1987—1994 гг. — еженедельная некоузская районная общественно-политическая газета «Вперёд (недоступная ссылка)» (Некоуз).
Начиная с 1997 года и по настоящее время сотрудничает с педагогическим издательством WSiP — «Wydawnictwa Szkolne i Pedagogiczne» (Варшава).

## Библиография

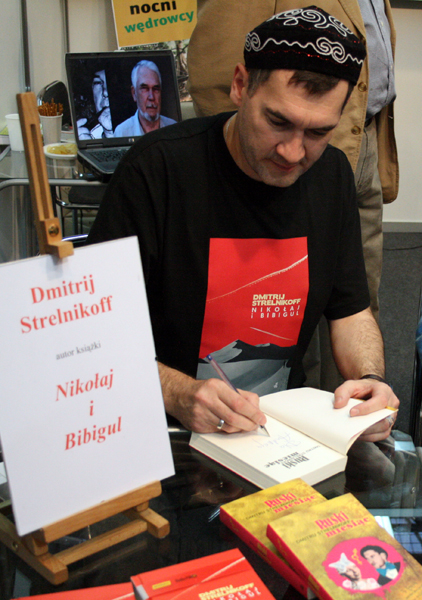
На Международной Книжной Ярмарке в Кракове, 2009 год.

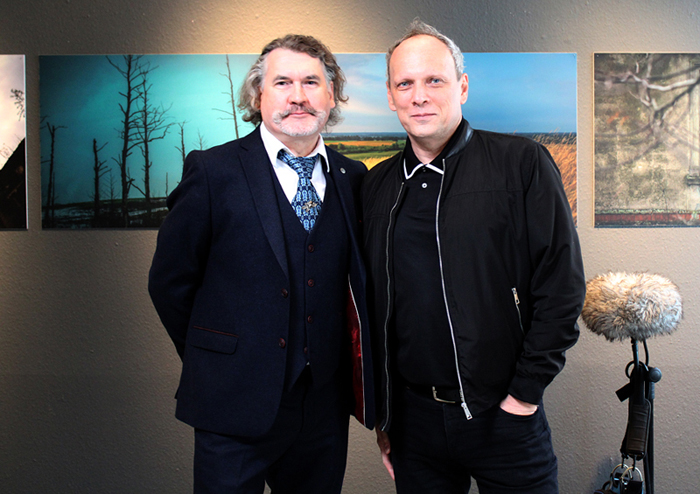
Писатель Дмитрий Стрельников-Ананьин Семиреченский и кинорежиссёр Robert Wichrowki (Роберт Вихровский), съёмочная площадка фильма «Negatyw» («Негатив»), Быдгощ, Польша, 2021 год.

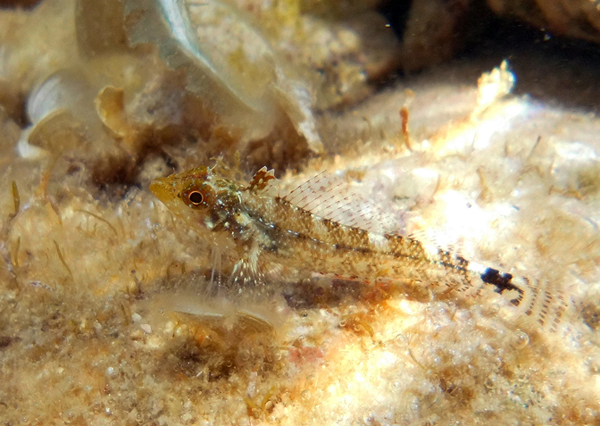
Tripterygion delaisi, Средиземное море, 2019 год, фото Дмитрия Стрельникова-Ананьина Семиреченского.

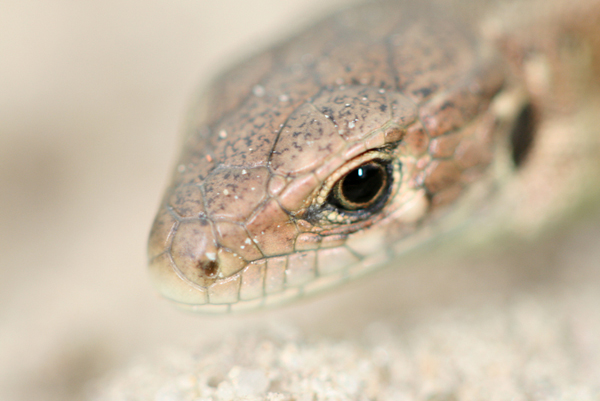
«Кто это тут у нас?!», Московская область, 2007 год, фото Дмитрия Стрельникова-Ананьина Семиреченского.

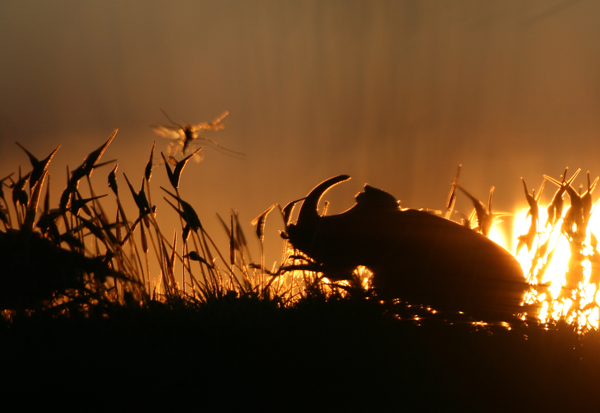
«Ярославская саванна», Ярославская область, 2018 год, фото Дмитрия Стрельникова-Ананьина Семиреченского.

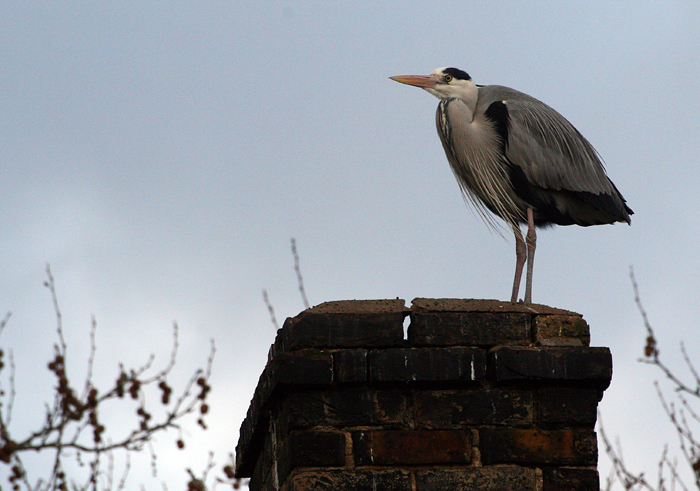
«На трубе теплее!», Лондон, декабрь 2007 года, фото Дмитрия Стрельникова-Ананьина Семиреченского.

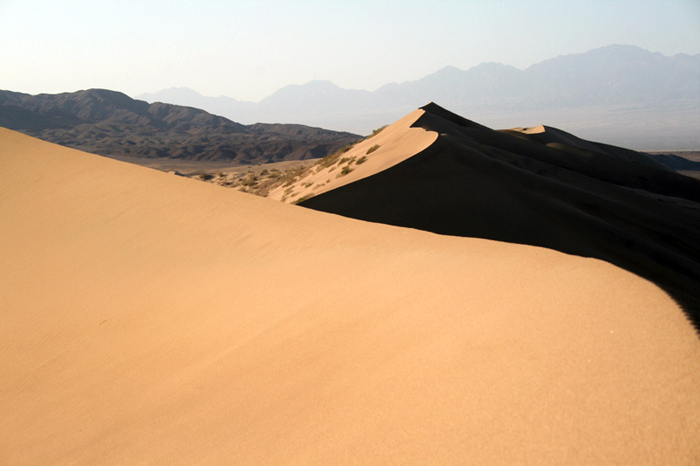
Поющий бархан, долина реки Или, Семиречье, 2007 год, фото Дмитрия Стрельникова-Ананьина Семиреченского.

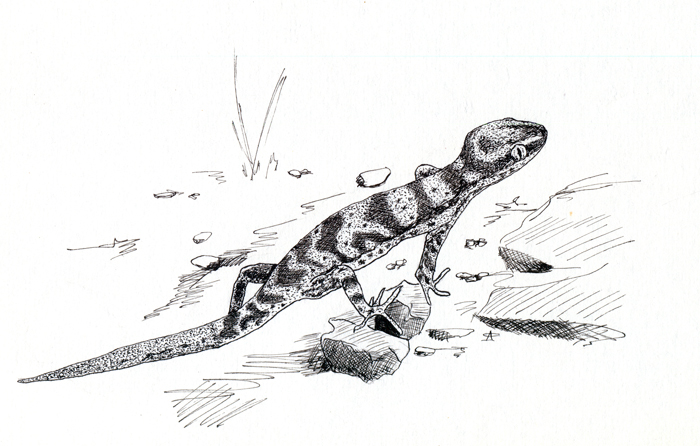
Геккон Alsophylax pipiens — обитатель полупустынь восточного Семиречья, 1993 год, графика Дмитрия Стрельникова-Ананьина Семиреченского.

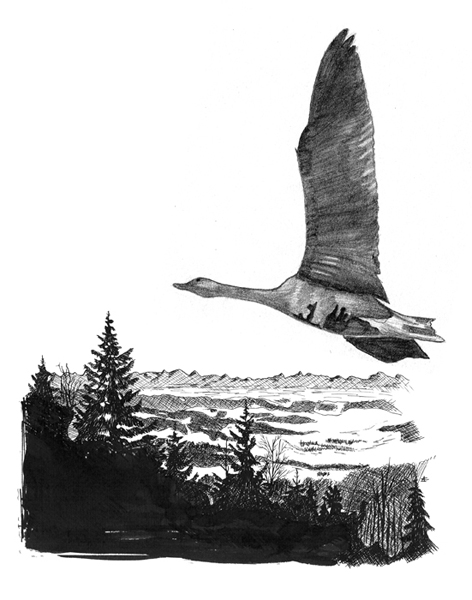
«До скорой встречи!», 1991 год, графика Дмитрия Стрельникова-Ананьина Семиреченского.

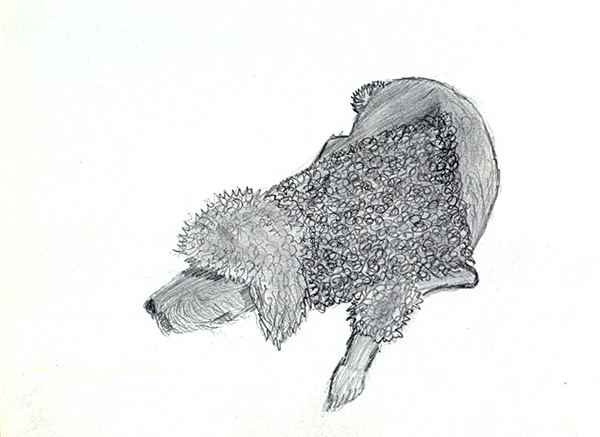
Спящий пудель, 1986 год, графика Дмитрия Стрельникова-Ананьина Семиреченского.

## Дискография
- 2005 — «Российские Барды», диск N5 (формат МР3), Moroz Records, Москва. Двадцать песен автора изданы на одном компакте с произведениями в исполнении Андрея Анпилова, Юрия Визбора, Вероники Долиной, Татьяны Синицыной и Александра Суханова).

## Театр
Вышедший в 2008 году роман «Русский месяц» попал в списки бестселлеров своего издательства и нескольких книжных магазинов, а в 2009 году началась работа над его театральной адаптацией. Премьера спектакля под тем же названием — «Русский месяц» — состоялась 27 марта 2010 года в театре Александра Сэврука в Эльблонге, режиссёр — Джованни Кастелланос.
В 2006 году выступил на 27 Фестивале Актёрской Песни во Вроцлаве (27 Przegląd Piosenki Autorskiej we Wrocławiu) в музыкальном спектакле Михала Гурчыньского (Michał Górczyński).
В период с 1986 по 1987 гг. служил в качестве актёра в Народном театре Дома культуры ТСХА им. К. А. Тимирязева, играл второстепенные и главные роли в постановках режиссёров Владимира Рудова и Галины Абакумовой.

## Телевидение и кинематограф
В августе 2021 года в польском городе Быдгощ начались съёмки полнометражного художественного фильма «Negatyw» («Негатив») — экранизация романа Дмитрия Стрельникова-Ананьина Семиреченского «Wyspa» («Остров»). Режиссёр фильма — Robert Wichrowki (Роберт Вихровский). В главных ролях — Anita Jancia (Анита Янча) и Michał Gadomski (Михал Гадомский). Премьера картины запланирована на 2022 год.
В период с 2007 по 2010 гг. регулярно выступал в роли ведущего либо автора собственных циклических программ Второго канала Польского государственного телевидения (TVP2).
В 2005 году впервые выступил в популярном еженельном телевизионном шоу «Европу можно полюбить» («Europa da się lubić», TVP2), на съёмочной площадке встретился c писательницей Иоанной Хмелевской (серия была посвящена литературе). Регулярно выступал в этой программе до 2007 года включительно (вплоть до последнего сезона). Кроме прочих, выступил в серии полностью посвящённой России. Благодаря участию в телевизионном шоу «Европу можно полюбить» стал самым известным россиянином проживающим в Польше.
В период с 1997 по 2000 гг. выступил в нескольких эпизодических ролях в польских кинокартинах и телесериалах.

## Радио
В период с 2006 по 2008 гг. регулярно выступал в роли гостя или автора собственных циклических программ на Третьей программе Польского государственного радио.
В августе-октябре 2007 года принял участие в первой серии глобального проекта Третьей программы Польского государственного радио под названием «Тройка пересекает границы» — четверо журналистов из Варшавы отправились тогда в далёкие путешествия: один поехал в центральную Африку, другой в Индию, третий в Латинскую Америку, а четвёртый в Россию. На протяжении месяца каждый из них раз в неделю вёл репортажи в живом эфире из того места, в котором в тот момент находился. Кроме этого журналисты регулярно присылали в варшавскую студию обработанные интервью, звуковые зарисовки и фотографии.
Реализуя свой план, вёл передачи в живом эфире из следующих мест: берег Волги в районе Твери, Москва, берег озера Балхаш в одноимённом городе, Верный (Алма-Ата), берег Ангары в Иркутске, остров Сахалин — Южно-Сахалинск и берег Охотского моря.
В период с 1997 по 2000 гг. работал внештатным сотрудником Русской Службы Польского Радио (переводил с польского на русский и читал в прямом эфире актуальные материалы собранные для заграничного вещания).
В 1997 году выслал сочинение в стихах на конкурс «Студент 1996» проводимый «Молодёжным каналом» радио «Юность». Сочинение заняло первое место и транслировалось в отрывках.
В 1996 году выслал на «Молодёжный канал» радио «Юность» запись своей авторской песни. Она прозвучала на радиоволнах «Юности» и заняла первое место в конкурсе Максима Качалова.

## Награды и стипендии
Именной стипендиат министра культуры Республики Польша в категории «Литература» (2011 г.).
Двукратный лауреат Варшавского литературного конкурса имени Марии Конопницкой: в 1999 году — в категориях «Драматургия» и «Авторская песня»; в 2000 году — в категории «Драматургия»).

## Происхождение
Природный казак Сибири и Семиречья с казачьим родословием прослеживающимся до последних десятилетий XVI века и восходящим к русским и прусским боярам и посадникам Новгородской республики XII века, служилым людям беломорского Севера, духовенству Дорогобужа (Смоленщина) и государевым крестьянам Костромского уезда.
Член Семьи непрерывно проживающей в казачьем городе Верном/Алма-Ате с момента его основания сибирскими казаками в 1854 году и, начиная с 1885 года, в столице Российской империи.
Потомок рыцарского польско-литовского рода Яцкевичей (герб Гоздава) берущего своё, известное из исторических источников, начало в XV веке.

## Семья (ближний круг)
- Племянник — Александр Сергеевич Стрельников, выпускник МАИ.
- Брат — Сергей Александрович Стрельников, выпускник ЛЭТИ, инженер-электроакустик.
- Отец — Александр Сергеевич Стрельников, выпускник КазГУ, ихтиолог.
- Мать — Александра Павловна Симонова-Ананьина, выпускница КазГУ, ихтиолог.
- Тётя по материнской линии — Идея Павловна Симонова-Ананьина (1934—2010), выпускница КазГУ, энтомолог.
- Дед по отцовской линии — Сергей Михайлович Стрельников (1916—1941), выпускник Горно-Металлургического института, инженер-металлург цветных и благородных металлов.
- Бабушка по отцовской линии — Валерия Аркадьевна Мозгалёва (1921—1994), выпускница Горно-Металлургического института, инженер-гидролог.
- Прадед по отцовской линии — Михаил Васильевич Стрельников (1893—1968), выпускник Ташкентского реального училища и Гидрологического Института, инженер-гидролог, заведующий Бюро гидрологии и гидрометрии при Министерстве Водного Хозяйства Казахской ССР.
- Прадед по отцовской линии — Аркадий Фёдорович Мозгалёв (1898—1979), выпускник Петроградской военно-фельдшерской школы, офицер медицинской службы, заслуженный деятель РосОхотРыболовСоюза.
- Прадед по материнской линии — надворный советник Лев Александрович Ананьин (1866 г.р.), выпускник Вернинской мужской гимназии, учитель, и. о. заведующего Джаркентским, Копальским, Лепсинским, Пишпекским и Вернинским лесничествами Семиреченской области.
- Прадед (двоюродный) по материнской линии — Николай Александрович Ананьин (1879 г.р.), выпускник Вернинской мужской гимназии и Московского военного училища, есаул № 1 Семиреченского казачьего полка, последний Председатель Войскового правления Семиреченского казачьего войска.
- Прадед (двоюродный) по материнской линии — Василий Михайлович Панов (1870 г.р.), есаул № 1 Сибирского казачьего полка.
- Прабабушка (двоюродная) по отцовской линии — Елена Николаевна Бартошевич-Яцкевич (1900—1967), выпускница Института Медицинских Знаний, врач-инфекционист, профессор медицины, Заслуженный врач КазССР, заведующая Клиническим отделом Института полиомиелита.
- Прапрадед по отцовской линии — Василий Васильевич Стрельников (1870—1917), самаркандский и ташкентский предприниматель: купец, кондитер, фермер.
- Прапрадед по материнской линии — Александр Иванович Ананьин (1828—1908), старший урядник № 10 полкового округа Сибирского казачьего войска (станица Копальская, Семиречье), участник посольства в Кульджу в 1856 г.